# Бернардино де Саагун
Бернарди́но де Саагу́н (исп. Bernardino de Sahagún (дословно — «Бернардино Саагунский»); около 1498 или 1500, Саагун, Леон, Испания — 5 февраля 1590, Мехико) — испанский миссионер, монах ордена францисканцев, историк и лингвист, работавший в Мексике. Автор множества сочинений как на испанском языке, так и на языке науатль, являющихся ценнейшими источниками по истории доколумбовой Мексики. Саагуна считают предшественником современных этнографов, ибо для него характерны тщательное изучение местного языка, разработка плана исследования, подбор информаторов, запись услышанного на языке информатора, критическое отношение к материалу. По этой же причине его ретроспективно называли «первым антропологом». Впервые на русский язык его книги переведены специалистом по доколумбовым цивилизациям С. А. Куприенко.

## Биография
Уроженец королевства Леон. Родился около 1498 и 1500 года в семье мелкопоместных идальго, урождённый Бернардино де Рибера (в правописании того времени Ribera, Rivera или Ribeira). Вывод о его фамилии был сделан мексиканским исследователем А. Чаверо, но правомерность такого заключения оспаривается. Прозвище де Саагун в честь родного города принял после принесения монашеских обетов. Окончил известный в ту пору университет в Саламанке. В университете изучал классическую филологию, историю, теологию, в 1524 году избрал для себя духовную карьеру, однако рукоположён был только в 1527 году. До 1529 года был профессором монастыря и самого университета.
В 1529 году отплыл в Новый свет с миссией 19 францисканцев под началом монаха Антонио де Сьюдад Родриго. Первоначально служил в монастыре Тламаналько, в 1535 году, вероятно, основал монастырь в Шочимилько, где сделался настоятелем. С 1536 года по приказу епископа Мексики Хуана де Сумаррага (Juan de Zumárraga, 1468—1548) преподавал латынь в Colegio de Santa Cruz de Tlatelolco — первом высшем учебном заведении в Америке, предназначенном для воспитания в духе испанской культуры детей индейской аристократии. В 1539—1558 годах (с перерывами) активно проповедовал в Пуэбле, Туле и др. В 1558 году непродолжительное время был викарием Мичоакана, но в том же 1558 году вернулся к преподавательской деятельности в Санта-Крус де Тлателолько, где и преподавал до 1585 года. В 1585 году удалился в монастырь Сан-Франциско (Мехико), где и скончался в 1590 году.

## Деятельность
Прибыв в Мексику, Саагун был поражён руинами столицы ацтеков Теночтитлана, и понял, что задача христианизации индейцев не может быть решена без глубокого проникновения в доколумбову культуру и религию. Он в совершенстве овладел языком науатль и индейской письменностью, участвовал в разработке латинского алфавита. Стараниями индейских осведомителей и учеников Саагуна, литература науа сохранилась практически в полном объёме.
Наследие Саагуна включает два основных блока:
- Вероучительные труды. Включают множество сборников проповедей, на испанском и на науатль, перевод на науатль Евангелия (Evangelario en lengua Mexicana), Псалтири (Psalmodia cristiana y Sermonario de los Santos del año, en lengua mexicana, ordenado en cantares o psalmos para que canten los indios en los areytos que hacen en las Iglesias, 1583) и католического катехизиса. Был им написан и обширный педагогический труд Tratado de la Retórica y Teología de la gente mexicana.
- Научно-исследовательские труды, предназначавшиеся как для испанских миссионеров, так и нужд обучения индейцев. Включают трёхъязычный словарь (науа-испанско-латинский, Vocabulario trilingüe), и ряд более мелких трактатов. Главным трудом всей жизни Саагуна является «Всеобщая история вещей Новой Испании» (исп. Historia general de las cosas de la Nueva España)

## «Всеобщая история вещей Новой Испании» и Флорентийский кодекс

### История создания
Основной труд де Саагуна создавался в 1547—1577 гг. одновременно на испанском и на науатль. Предназначалась книга испанскому королю Филиппу II (1527—1598), который в 1572 году в своей грамоте запросил у вице-короля Мартина Энрикеса (1510?—1583) предоставить донесение об истории Мексики. Лишь после прибытия в Мексику в 1575 году францисканца Родриго де Секера было выполнено это королевское требование. На протяжении двух лет в Скрипториуме Коллегии в Санта-Крус-де-Тлателолько кипела работа по составлению окончательного варианта рукописи, начатой Саагуном ещё 1547 году. В итоге получилась рукопись, ставшая во всех отношениях одной из лучших жемчужин эпохи Возрождения.
Однако рукопись не была опубликована, и 22 апреля 1577 года король изменил своё мнение и приказал отправить в Совет Индий все записи Саагуна. Вероятной причиной отказа в публикации могла стать версия Конкисты, представленная автором в книге XII, где в критических тонах описано завоевание Мексики испанцами.
Феноменальный по своему характеру и замыслу труд Бернардино де Саагуна ожидала незавидная судьба. В 1580 году Саагун вручил своему покровителю — уполномоченному францисканского ордена — монаху Родриго де Секера двуязычную рукопись, только недавно законченную, чтобы её отвезли в Испанию. По неизвестным причинам рукопись не была опубликована и перешла в собственность флорентийских вельмож, у которых и находилась долгие годы. Лишь в 1793 году коллекционер и библиофил Анджело Мария Бандини (1728—1803) опубликовал во Флоренции свою книгу «Bibliotheca Mediceae Palatinae in Laurentianam traslatae codices», где описал работу Саагуна и включил фрагменты из его «Пролога».
Сама рукопись состоит из 4 томов, 12 книг и 1854 страниц. В её написании приняло участие 5 или 6 писарей. Относительно же иллюстраций кодекса можно сказать, что они представляют собой синтез европейского и местного индейского искусств. Так, на некоторых рисунках встречаются европейские одежды, строения, манера изображения. Более близкими к местной традиции были «Первоначальные материалы» («Primeros memoriales») и рукопись Мадридского кодекса или Академическая рукопись («Codices matritenses», «Manuscrito de la Real Academia de la Historia»). Сейчас они хранятся в Мадриде в Королевской библиотеке и в Королевской Исторической Академии12. В целом же рисунки могут быть интересны культурологам, антропологам, этнологам, а текст, представляющий собой богатый словарь мешикского языка — науатля, может быть интересен также и лингвистам.
Тексты на науатль и испанском отличались друг от друга, ряд разделов на испанском вообще не был написан.
«Всеобщая история» была разделена на 12 книг:
1. Боги и соответствующие религиозные церемонии.
2. Постоянные и передвижные праздники.
3. Мифология. Происхождение богов.
4. Гадания, священный 260-дневный год.
5. Знамения и оракулы.
6. Риторика, мораль, философия, индейская теология.
7. Астрономия и священные циклы. Конец года.
8. Короли и владыки.
9. Торговцы и ремесленники.
10. Этнография: добродетели, пороки, болезни индейцев.
11. Естественная история: животные, птицы, деревья, травы.
12. Завоевание Мексики, изложенное с индейской точки зрения.

#### Написание тома 10
Как сказал сам Бернардино де Саагун в Прологе своей «Истории»: «Первым решетом, где были просеяны мои труды, было то, что из Тепепулько; второе — то, что из Тлателолько; третье — то, что из Мехико». Это признание автора говорит о том, что существовало несколько предварительных рукописей, впоследствии составивших его труд об истории ацтеков. Эти три этапа имели такую последовательность: 1) сначала были созданы рисунки и подписи к ним, 2) потом составлен текст на науатль, 3) после чего был перепроверен весь текст и написана испанская версия.
Действительно, существует три рукописных текста на науатль первых трех глав книги X. В Академической рукописи («Manuscrito de la Real Academia de la Historia») имеется ряд листов (с 88-го по 96-й), написанных в три колонки. Текст на науатль расположен в центральной колонке, в левой — испанский перевод, а в правой — объяснение слов, которые пронумерованы в тексте на науатль. Черновики этой части находятся на листах 104—111 в самой рукописи. Соответствующий текст также появляется на листах 1—9 Флорентийского кодекса. Можно сказать, что писарь записал во Флорентийский кодекс уже поделенный на колонки текст, а Саагун превратил разделы в главы. Нумерация глав в Академической рукописи и Флорентийском кодексе соответствует друг другу. В последнем добавлены тексты о чапупутли, ашине и циктли в конце главы 24. В главе 28 Академической рукописи другим почерком внесены комментарии, но их нет во Флорентийском кодексе. Часто текст на науатль содержит список болезней, но не приводятся лекарства от них. Некоторые тексты зачеркнуты, но они есть во Флорентийском кодексе. В главе 27 кодекса отсутствует испанский текст, соответствующий тексту на науатль, но приведено длинное «Сообщение автора, достойное быть упомянутым».

#### Написание тома 11
Саагун в ходе написания своего труда приблизительно в 1564—1565 гг. добавил «природную историю» к своим «Первоначальным материалам» (1558—1560), где было всего две условные части: «дела божественные» и «дела людские». Это же деление на три тематические части присутствует и во Флорентийском кодексе. Подобное разделение, вероятно, было позаимствовано Саагуном у Плиния или Бартоломеуса Англикуса.
Сравнение текста на науатль в Академической рукописи и во Флорентийском кодексе показывает, что имеются различия. Порядок и нумерация глав и разделов отличаются.
Раздел 5 главы 14 Академической рукописи рассказывает о «целебных травах». Текст содержит словарь, занимающий две страницы. Тот же писарь, что написал комментарии к книге X, написал и медицинское значение трав в словаре. Этот писарь, должно быть, был человеком сведущим в вопросах медицины, поскольку его комментарии в книге X говорят о болезнях. Раздел 5 главы 7 Флорентийского кодекса содержит длинный текст о 150 пронумерованных травах. Первые 32 травы отсутствуют испанской версии, а вместо них приведены 32 иллюстрации к названным травам. Правда, в описаниях трав рукописи и кодекса есть разногласия и несоответствия. Данный факт говорит о том, что информаторами были другие люди и, возможно, из другого места.
Есть многочисленные вставки во Флорентийском кодексе. В главу 1 раздела 1 добавлен текст о тлакашолуле и Цонтиаке; в главу 2, раздел 2 добавлены йоллотолли, попокалес, текучильтотонтль, ишматлатототль; в раздел 3 добавлены 27 птиц; в раздел 4 — ицкуаутли, аицкуаутли, мишкоакуаутли, куаутлотли, костлотли, экатлотли, айаутлотли, истактлотли; в раздел 8 — чикимоли, чачалакаметль.
Саагун произвел, согласно европейским образцам (в частности по Плинию), классификацию растений во Флорентийском кодексе, но по мешикской системе группировки в соответствии с характером использования растений.

#### Написание тома 12
Первыми были написаны книги 6 и 12 (соответственно, в 1547 и 1558 гг.). Саагун получил благословение главы Ордена францисканцев в Мексике Франсиско де Тораля, считавшим работы Саагуна полезными для миссионерской деятельности. После этого у Саагуна появились четыре индейских секретаря, из числа студентов коллегии Санта-Круз дель Тлальтетолько, свободно владеющие тремя языками. За два года Саагун подробно опросил индейских аристократов и интеллектуалов, после чего и была создана первоначальная (испанская) версия «Всеобщей истории». Ныне испанская рукопись хранится в Academia Real de Historia, а на науатль — в Palacio Real (обе в Мадриде).
В 1561 г. Саагун перебрался в Тлальтелолько, где собрал вокруг себя большой круг индейских осведомителей. Окончательная версия на науатль была готова в 1569 г., к ней прилагались грамматика и упоминавшийся трёхъязычный словарь. Это было беспрецедентное собрание аутентичных источников, благодаря чему ацтекская литература сохранилась лучше всех прочих доколумбовых литератур. В 1577 г. была готова испанская версия, после чего началось создание Флорентийского кодекса. Этот кодекс был около 1578 г. вывезен в Италию, и хранится в библиотеке Лауренциана во Флоренции.

## Наследие
Саагун опередил своё время, и рукописи его были забыты. Впервые «Всеобщая история» была опубликована в независимой Мексике в 1829 г. Полное научное издание рукописей Саагуна и Флорентийского кодекса было осуществлено в 1950—1969 гг. Чарлзом Дибблом и Артуром Андерсоном, которые в 1982 г. также издали полный английский перевод. На русский язык труд Саагуна никогда полностью не переводился (кроме сборника «Обычаи и Верования» в 2005 году, как извлечения из «Общей истории о делах Новой Испании»). В 2013 году в Киеве впервые вышел в свет перевод медицинской части труда Саагуна.

### Этнография
Саагуна именуют «отцом мексиканской этнографии». Методы его работы напоминали современные этнографические полевые практики: опрос очевидцев, сравнение различных точек зрения. У Саагуна особенно поражает полное отсутствие ксенофобии: все события он старался освещать с индейской точки зрения. Он живо интересовался всеми сторонами жизни ацтеков, блестяще знал язык, благодаря чему сохранил в немалой степени исторические представления индейцев. Так, он дал описание ольмеков, задолго до археологического открытия этой культуры.

## Увековечивание памяти
В честь Бернардино де Саагуна был назван город Ciudad Sahagún в штате Идальго, основанный в 1954 г.

### На русском языке
- Бернардино де Саагун. Общая история о делах Новой Испании. Книги X—XI: Познания астеков в медицине и ботанике / Ред. и пер. С. А. Куприенко.. — Киев: Видавець Купрієнко С.А., 2013. — 218 с. — (Месоамерика. Источники. История. Человек). — ISBN 978-617-7085-07-1.
- Сказания о Солнцах. Мифы и исторические легенды науа / ред. и пер. С. А. Куприенко, В. Н. Талах. — Киев: Издатель Куприенко С. А., 2014. — 382 с. — (Месоамерика. Источники. История. Человек). — ISBN 978-617-7085-11-8.

### На английском языке
- León-Portilla, Miguel (2002). Bernardino de Sahagun, First Anthropologist, Mauricio J. Mixco (trans.), Originally published as Bernardino de Sahagún: Pionero de la Antropología 1999, UNAM., Norman: University of Oklahoma Press. ISBN 0-8061-3364-3.
- Sahagún, Bernardino de (1950—1982). Florentine Codex: General History of the Things of New Spain, 13 vols. in 12, Charles E. Dibble and Arthur J. O. Anderson (eds., trans., notes and illus.), translation of Historia General de las Cosas de la Nueva España, vols. I—XII, Santa Fe, NM and Salt Lake City: School for American Research and the University of Utah Press. ISBN 0-87480-082-X.
- Sahagún, Bernardino de (1997). Primeros Memoriales, Thelma D. Sullivan (English trans. and paleography of Nahuatl text), with H. B. Nicholson, Arthur J. O. Anderson, Charles E. Dibble, Eloise Quiñones Keber, and Wayne Ruwet (completion, revisions, and ed.), Civilization of the American Indians series vol. 200, part 2, Norman: University of Oklahoma Press. ISBN 978-0-8061-2909-9. OCLC 35848992.